# ساينا نيهوال
ساينا نهوال (من مواليد 17 مارس 1990) هي لاعبة كرة ريشة هندية محترفة، فازت بـ 24 لقبًا عالميًا، منها عشرة ألقاب من سلسلة السوبر سيريز، على الرغم من أنها وصلت إلى المركز الثاني على مستوى العالم في عام 2009، لكنها لم تتمكن من الوصول إلى المركز الأول على مستوى العالم إلا في عام 2015، وبذلك أصبحت اللاعبة الوحيدة من الهند وبعد ذلك ثاني لاعبة هندية - بعد براكاش بادوكون - تحقق هذا الإنجاز. مثلت الهند ثلاث مرات في الألعاب الأولمبية، وحصلت على الميدالية الميدالية برونزية في ظهورها الثاني في لندن 2012.
حققت نهوال العديد من الإنجازات في كرة الريشة الهندية، وتُعتبر الهندية الوحيدة الحاصلة على ميدالية واحدة على الأقل في كل حدث رئيسي فردي من منافسات الاتحاد الدولي لريشة الطائرة، والتي يشمل الألعاب الأولمبية، وبطولة العالم لكرة الريشة، وبطولة العالم للناشئين لكرة الريشة. كما أنها أول هندية تفوز بميدالية أولمبية في كرة الريشة، وأول هندية تصل إلى نهائي بطولة العالم لكرة الريشة، وأول هندية تفوز ببطولة العالم للشباب في كرة الريشة. وفي عام 2006 أصبحت نهوال أول امرأة هندية وأصغر آسيوية تفوز بدورة ذات تصنيف عالٍ. وهي كذلك الأولى بين الهنديات اللاتي يفزن بلقب سوبر سيريز. خلال منافسة كأس يوبر لعام 2014 قادت نهوال الفريق الهندي وفازت بكل المباريات دون أي خسارة، مما ساعد الهند على الفوز بالميدالية البرونزية لأول مرة في تاريخها. ونالت نهوال أيضاً لقبها الثاني كبطلة للعالم في الفردي سيدات في بطولتي ألعاب الكومنولث 2010 و2018.
تعتبر نهوال واحدة من أبرز اللاعبات في رياضة كرة الريشة بالهند، وقد ساهمت بشكل كبير في زيادة شعبية هذه الرياضة داخل البلاد. في عام 2016 تم تكريمها بجائزة بادما بوشان، والتي تعد ثالث أعلى جائزة مدنية في الهند. قبل ذلك، كانت قد تلقت اثنين من أهم الجوائز الرياضية الوطنية وهما جائزة ديجان تشاند خيل راتهنا وجائزة أرونا. بالإضافة لذلك، فإن نهوال تعد شخصية خيرية وتم تصنيفها كثامن عشر أكثر رياضي خيري في قائمة الرياضيين الأكثر سخاء في العام 2015.

## نشأتها
ولدت ساينا نهوال ابنة "هارفير سينج نهوال" و"أوشا راني نهوال" في حصار. لها أخت كبرى اسمها تشاندرانسو نهوال. والدها الذي يحمل شهادة دكتوراه في العلوم الزراعية يعمل في جامعة تشودري تشاران سينغ للزراعة في هاريانا. أنهت دراستها الابتدائية والإعدادية في "مدرسة كامبوس سكول سي إس سي إس إيه يو" في حصار. وأنهت الصف الثاني عشر من كلية سانت آن في حيدر أباد.
عندما تم ترقية والدها ونقله من هاريانا إلى حيدر أباد، بدأت بممارسة تنس الريشة وهي في سن الثامنة لتعبير عن نفسها، حيث أنها لم تكن تعرف لغة المنطقة جيداً بما يكفي للاختلاط مع الأطفال الآخرين. كان والداها يلعبان تنس الريشة لعدة سنوات. كانت والدتها أوشا راني لاعبة كرة ريشة على مستوى ولاية هاريانا. أخذت نهوال تلعب تنس الريشة لتحقيق حلم والدتها بأن تصبح لاعبة ريشة وطنية، بينما أختها لعبت الكرة الطائرة. قام والدها الذي كان أحد أفضل اللاعبين في حلبة الجامعة باستخدام صندوق الادخار الخاص به للاستثمار في تدريب جيد لها في تنس الريشة. بعد الانتقال إلى حيدر أباد عام 1998، قامت أسرتها بتسجيلها في صف كاراتيه تابع لأحد المدارس والذي استمرت فيه لمدة سنة وحصلت على الحزام البني.
تدربت تحت إشراف "بوليلا جوبيتشاند" في أكاديميته لتنس الريشة، وفي العام 2014، تركت جوبيتشاند وانضمت لأكاديمية باكراتش بادمنتون في بنغالور وتدربت تحت إشراف "أوم فامال كومار" وتحت إشرافه أصبحت المصنفة الأولى عالمياً؛ ثم عادت لاحقاً في العام 2017 للتدرب مجدداً تحت إشراف جوبيتشاند، وفي كتابه "أحلام مليار: الهند والألعاب الأولمبية" قال جوبيتشاند "إنه شعر بالحزن عندما تركته وانتقلت للتدريب في بانغلور.

## مسيرة رياضية

### 2005-2007
في العام 2005، حصلت ساينا نهوال على بطولة آسيا للساتلايت في نيو دلهي، وذلك بعدما فازت في المباراة النهائية ضد أبسانا بوباث في مباراتين متتاليتين.
وفي العام 2006، أصبحت نهوال البطلة الوطنية تحت سن 19 عاماً وفازت بثاني بطولة آسيوية لها. وفي شهر مايو من نفس السنة، أي وهي تبلغ من العمر 16 عاماً فقط، أصبحت أول امرأة هندية وأصغر لاعبة أسيوية تفوز ببطولة الـ4 نجوم - بطولة الفلبين المفتوحة. دخلت هذه البطولة باعتبارها المصنفة رقم 86، واستطاعت أن تهزم عدة لاعبات مصنفات ضمن المراكز الأولى مثل "هويوين شو" التي كانت حينها مصنفة ثانية عالمياً قبل أن تتغلب على "جوليا وانج باييان" الماليزية لتفوز باللقب. وبعد بضعة أشهر فقط من مشاركتها في البطولات الدولية لكرة الريشة، شاركت نهوال في بطولات العالم للريشة الطائرة حيث خسرت أمام "جياجيانغ يانجيوا" الصينية. وفي نفس تلك السنة وصلت نهوال إلى نهائي بطولة العالم للناشئين 2006 في رياضة كرة الريشة والتي خسرتها في مباراة قوية ومتقاربة المستوى ضد المصنفة الأولى والصينية "وانغ يي هان".ر كما شاركت أيضاً في دورة الألعاب الآسيوية في الدوحة 2006."
وفي عام 2007، عندما كان عمرها 17 سنة، شاركت نهوال في بطولة "عموم إنجلترا" وتحدت اللاعب المتمرس وانغ تشن في الجولة الثانية ولكنها خسرت بثلاث مباريات بنتيجة 21-17 و13-21 و16-21. ومثلت نهوال الهند في كأس سوديرمان في اسكتلندا. وفي بطولة العالم لكرة الريشة لعام 2007، استطاعت الفوز في مباراتها الافتتاحية ضد "جينين سيقونيسي" السويسرية والمصنفة الثالثة عشرة "يوليان شونك" الألمانية، لكنها خسرت في الدور التالي أمام "بي هونغ يان" الفرنسية بنتيجة 13-21 و17-21. وكانت نهوال وصيفة بطولة التحدي الهندي الدولي لعام 2007 حيث خسرت أمام "كاناكو يونيكورا" اليابانية في مباراتين.

### 2008
في غضون عامين من خسارة المباراة النهائية أمام وانغ يي هان، أصبحت أول هندية تفوز ببطولة العالم للناشئين بعد تغلبها على المصنفة التاسعة اليابانية ساياكا ساتو بنتيجة 21-9 و21-18. كما شاركت في أولمبياد بكين 2008 حيث كانت غير مصنفة. بدأت رحلتها بانتصارين على التوالي ضد اللاعبة الروسية "إيلا ديهل" واللاعبة الأوكرانية "لاريسا جريجا". وأصبحت بذلك أول امرأة هندية تصل إلى الدور ربع النهائي عندما تفوقت على حاملة لقب دورة الألعاب الآسيوية المصنف الرابع وانغ تشين من هونغ كونغ في مباراة مثيرة. وفي الدور ربع النهائي، خسرت مشوارها في لعبة ثلاثية ضد "ماريا كريستين يوليانتي" التي تحتل المرتبة السادسة عشرة عالميًا. وكانت نهوال متقدمة بنتيجة 11-3 في المجموعة الفاصلة لكنها لم تتمكن من الصمود وخسرت اللقاء بنتيجة 28-26 و14-21 و15-21.
في سبتمبر 2008، فازت نهوال ببطولة تايبيه الصينية المفتوحة بعدما تغلبت على "ليديا تشي" من ماليزيا بواقع 21-8 و21-19. كما وصلت نهوال إلى المباراة النهائية لبطولة الصين للماسترز سوبر سيريس بعدما اجتازت حاملة لقب البطولة العالمية سابقا تشو لين في ربع النهائي. وقد حققت نهوال إنجازا كبيرا بفوزها بالميدالية الذهبية في بطولة ألعاب الكومنولث للشباب بعدما هزمت مواطنتها "ني سكي ريدي" في مباراتين. وفي نفس العام، تم اختيار نهوال لتكون أفضل لاعبة واعدة من قبل الاتحاد العالمي للريشة. وتأهلت نهوال للمشاركة في نهائيات السوبر سيريس الختامية والتي ضمت اللاعبين الأكثر ثباتا وتميزا طوال السنة. واستطاعت تجاوز عقبة كل من "باي هونغ يان" و"وونغ ميو تشو" في المراحل الأولى من المنافسة. إلا أنها تعرضت للهزيمة في المرحلة الثالثة على يد "تيني ريسموسين". وبعد وصولها إلى نصف النهائي، انهزمت نهوال أمام وانغ تشن بنتائج نهائية بواقع 21-15 و14-21 و16-21 .

### 2009
في يونيو، أصبحت نهوال أول هندية تفوز بلقب إحدى بطولات  سوبر سيريس التي يقيمها الاتحاد العالمي للريشة الطائرة، وهي السلسلة الأبرز عالميًا، وذلك بعدما فازت ببطولة إندونيسيا الدولية. وتغلبت نهوال على حاملة اللقب الصيني وانغ لين في المباراة النهائية بمجموع ثلاث مجموعات وبواقع 12-21 و21-18 و21-9. وعند تسلمها الجائزة قالت نهوال: "لقد كنت أتطلع بشغف للفوز بإحدى بطولات السوبر سيريس منذ تألقي في دور الثمانية بدورة الألعاب الأولمبية". ومن الجدير بالذكر أن نهوال قد تساوت مع أسماء لامعة في عالم كرة الريشة مثل براكاش بادوكون ومعلمها بوليلا جوبيشاند، واللذان سبق لهما الفوز ببطولات "عموم إنجلترا" التي تعتبر بنفس مستوى أهمية سلسلة السوبر سيريس.
وفي أغسطس، وصلت نهوال للربع نهائي في بطولة العالم لكرة الريشة، لكنها خسرت أمام المصنفة الثانية وانغ لين. وتأهلت نهوال للمشاركة في نهائيات السوبر سيريس الختامية في ديسمبر، حيث خسرت مباراتها الافتتاحية أمام ميو شاو (التي أحرزت اللقب لاحقاً). ولكن نهوال استطاعت تحقيق انتصارين مهمين في المجموعة التالية على كل من بورنبيتراسرتسيوك من تايلاند وشارمين ريد من كندا. ووصلت نهوال مرة أخرى لنصف النهائي في هذه البطولة، لكن هذه المرة انهزمت أمام جوليان شينك الألمانية. وتمكنت فيما بعد من إحراز لقب بطولة الهند جراند بريكس بعدما تغلبت على مواطنتها أديتي موتاتكار في المباراة النهائية بنتيجة مجموعتين مقابل لا شيء وبواقع 21-17 و21-13 .

### 2010

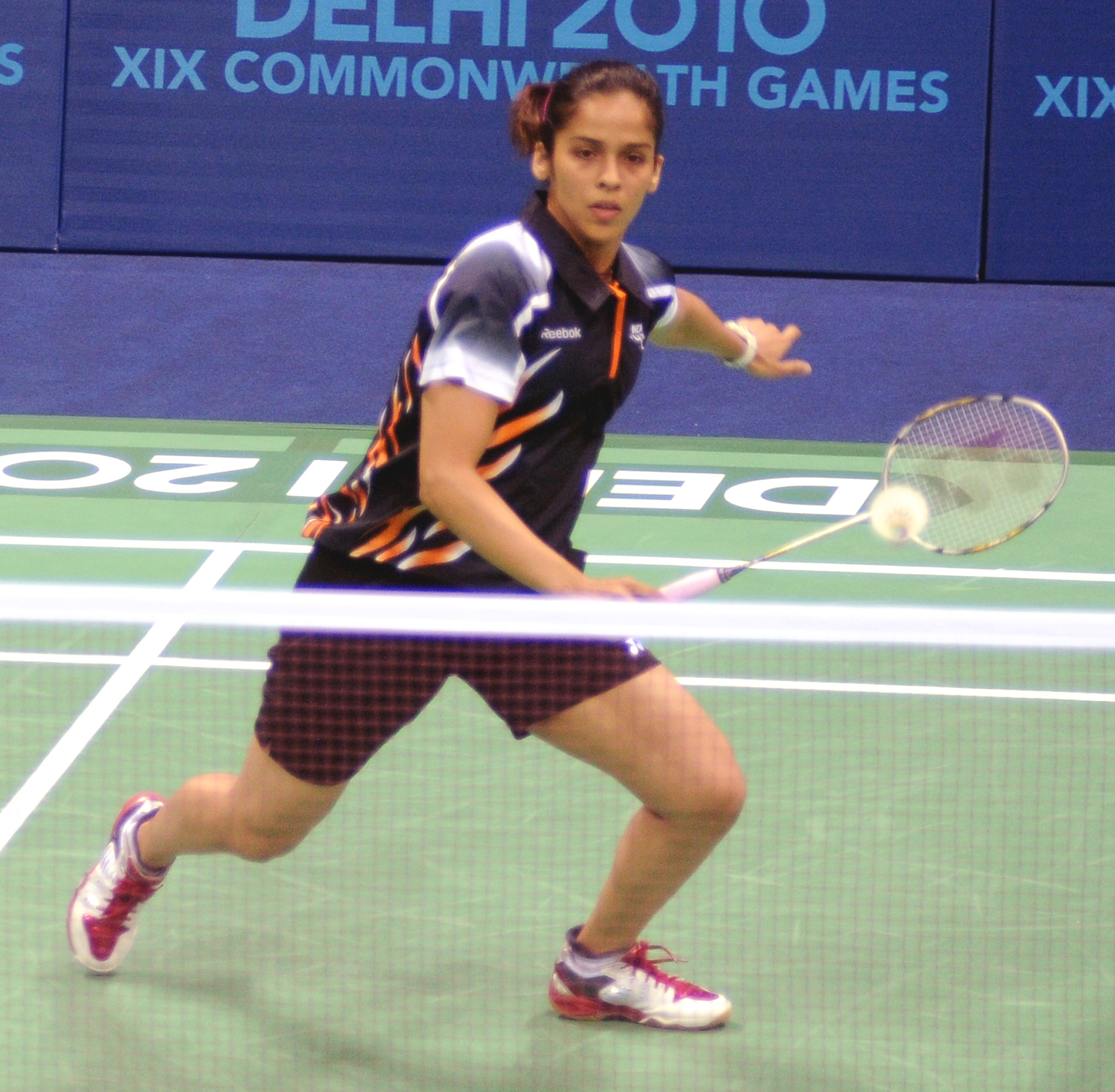
ساينا نهوال في دورة ألعاب الكومنولث 2010 في دلهي

أصبحت نهوال أول امرأة هندية تصل إلى نصف نهائي بطولة عموم إنجلترا المفتوحة قبل خسارتها أمام الفائزة بالبطولة تاين راسموسن. كما تمكنت من الوصول إلى نصف نهائي بطولة آسيا لكرة الريشة، ولكنها خسرت أمام بطلة الدورة غير المصنفة لي زويروي من الصين، وحلت ثالثة بالترتيب العام للبطولة. وقد نصحتها مدربتها بوليلا جوبيتشاند بعدم ممارسة الكثير من الضغط على نفسها بسبب الدعم الكبير الذي تحظى به من الجمهور المحلي في البطولة.
فازت نهوال ببطولة الهند المفتوحة جراند بريكس بعدما تغلبت على منافستها الماليزية وونغ ميو تشو في المباراة النهائية، الأمر الذي أكد استحقاقها للقب الأعلى تصنيفاً في البطولة. كما حققت نهوال المركز الأول بالتصنيف الآسيوي للمرة الثالثة عندما فازت ببطولة سنغافورة المفتوحة للتنس بعدما تفوقت على المنافسة التايوانية تاي تزو يينغ في المباراة النهائية بمجموعتين بواقع 21-18 و21-15، وكانت قد هزمت سابقاً البطلة العالمية لو لان في الدور نصف النهائي. وفي الرابع والعشرين من شهر يونيو عام 2010، ارتقت نهوال إلى المرتبة الثالثة عالمياً بحسب التصنيف الخاص بلاعبي ولاعبات الريشة الطائرة حول العالم. دافعت نهوال عن لقبها في بطولة إندونيسيا المفتوحة بصعوبة كبيرة بعد فوزها بثلاثة مباريات متتالية ضد ساياكا ساتو اليابانية، بواقع مجموع نقاط 21-19، و13-21، و21-11. وكان هذا الانتصار الثالث لنهوال في بطولات سوبر سيريس والثالث على التوالي لها بعد الفوز ببطولتي الهند وسنغافورة المفتوحتين.
في 15 يوليو 2010 وبعد أن جمعت 64791.26 نقطة، ارتقت نهوال للمرتبة الثانية عالمياً بحسب تصنيف لاعبي ولاعبات كرة الريشة حول العالم، متخلفة فقط عن وانغ ييهان الصينية التي احتلت الصدارة. وعلى الرغم من تصنيفها الثاني، إلا أن نهوال خرجت مبكراً من بطولة العالم لكرة الريشة لسنة 2010 والتي أقيمت في باريس بعدما خسرت في دور المجموعات أمام المصنفة الرابعة على مستوى الصين وانغ شايوان بمجموع نقاط بلغ 8-21، 14-21. وكنتيجة لعدم مشاركتها في بطولتي الصين واليابان المفتوحتين نظراً لتحضيراتها لبطولة ألعاب الكومنولث لعام 2010، تراجع ترتيب نهوال بحلول السابع والعشرين من سبتمبر لعام 2010 ليصبح الرقم سبعة على المستوى العالمي للاعبي ولاعبات الريشة الطائرة.
حصلت نهوال على الميدالية الذهبية في فئة فردي السيدات في دورة الألعاب الآسيوية التي عقدت في نيودلهي،  بعدما تغلبت على منافستها الماليزية وونغ ميو تشو بنتيجة 19-21، 23-21، 21-13. وصرحت نهوال عقب فوزها قائلة: "عندما كنت متأخرة بنقطة واحدة في المباراة، كان ذلك بمثابة صدمة بالنسبة لي. كانت هذه مباراة مهمة للغاية والفوز بها يعني لي الكثير. وحتى بعد مرور سنوات عديدة، سيظل أولئك الذين حضروا هنا يتذكرون دائماً كيف حصلت نهوال على الميدالية الذهبية. إنه شعور بالفخر لا يوصف". وأعلنت رسمياً عن مشاركتها في بطولة هونغ كونغ المفتوحة بعد انقطاع دام لأكثر من خمسة أشهر منذ فوزها في دورة إندونيسيا المفتوحة في يونيو لعام 2010. وفي تاريخ الثاني عشر من ديسمبر لعام 2010، نجحت في هزيمة وانغ شيكسيان الصينية بمجموع نقاط بلغ 15-21، 21-16، 21-17 لتفوز بلقبها الرابع ضمن سلسلة سوبر سيريس في مسيرتها الرياضية.

### 2011
احتلت نهوال المرتبة الثانية في التصنيف الدولي للاعبات كرة الريشة، وقد تمكنت من تحقيق انتصار رائع على سونغ جي هيون الكورية الجنوبية بمجموع نقاط بلغ 21-13 و21-14 لتحرز بذلك لقب بطولة سويسرا الدولية المفتوحة. ومع ذلك، تعرضت نهوال لخسارة مفاجئة في النهائيات أمام المصنفة الثالثة عالمياً وانغ شين الصينية لتنهي البطولة كوصيفة. وكانت نهوال جزءاً أساسياً من فريق الهند الوطني المشارك في كأس سوديرمان، والذي تمكن لأول مرة في تاريخه من الوصول إلى ربع نهائي هذه المنافسة النخبوية لفرق الرجال والنساء المختلطة. وبالرغم من خسارة نهوال في مواجهتها الفردية مع راتشانوك إنتانون التايلندية، فقد استطاعت الهند تجاوز تايلاند بفارق ثلاث نقاط مقابل نقطتين اثنتين في الدور نصف النهائي. أما في المواجهة الحاسمة أمام الفريق الصيني في ربع النهائي، فقد قدمت نهوال أداءاً مبهراً وتمكنت من إلحاق الهزيمة بالمصنف الثاني عالمياً آنذاك وانغ شين بفضل تفوقها الواضح بمجموع نقاط بلغ 21-15 و21-11، ولكن لسوء الحظ، استطاع المنتخب الصيني الانتقال إلى نصف النهائي إثر فوزه اللافت على الهند بنتيجة ثلاثة انتصارات مقابل واحد.

### 2012
نجحت نهوال في الدفاع عن لقبها في بطولة سويسرا المفتوحة بعد فوزها المستحق على وانغ شيكسيان بمجموع نقاط بلغ 21-19 و21-16 في 18 مارس،  وذلك غداة احتفالها بعيد ميلادها الثاني والعشرين. وفي العاشر من يونيو، نجحت في إحراز لقب بطولة تايلاند المفتوحة بعدما تغلبت على راتشانوك إنتانون التايلاندية بمجموع نقاط بلغ 19-21، 21-15، 21-10. وبعد مرور أربعة أيام فقط، وبالتحديد يوم 17 يونيو، حققت نهوال إنجازاً تاريخياً جديداً بفوزها للمرة الثالثة على التوالي بلقب بطولة إندونيسيا المفتوحة للتنس بعدما سحقت الأسطورة لي زويروي الصينية بمجموع نقاط بلغ 13-21، 22-20، 21-19، والتي كانت تحقق ثلاثين انتصاراً متتالياً آنذاك. ويعتبر هذا الأداء المذهل أفضل إنجاز حتى الآن في موسم كرة الريشة.
في أولمبياد لندن، تم تصنيف نهوال في المركز الرابع في القرعة. وفي دور المجموعات فازت على السويسرية سابرينا جاكيه بنتيجة 2-0 وعلى البلجيكية ليان تان بنفس النتيجة. وصلت إلى مرحلة خروج المغلوب حيث تغلبت على الهولندية ياو جي بنتيجة 21-14 و21-16. بعدها واجهت تاين باون المصنفة الخامسة والتي هزمتها أيضا بمجموعتين مقابل مجموعة واحدة وبواقع 21-15 و22-20. ثم تأهلت إلى الدور نصف النهائي لكنها خسرت أمام المصنفة الأولى وانغ ييهان بمجموعتين مقابل لا شيء وبواقع 13-21 و13-21. في 4 أغسطس، حصلت على الميدالية البرونزية عندما انسحبت الصينية وانغ شين من مباراة تحديد المركز الثالث بسبب الإصابة بعد فوزها بالمباراة الافتتاحية.
في 21 أكتوبر، حققت نهوال لقب بطولة الدنمارك المفتوحة بعدما نجحت في هزيمة الألمانية جوليان شنك. كما تمكنت من الوصول إلى المباراة النهائية لبطولة فرنسا المفتوحة، ولكنها خسرت ضد ميناتو ميتاني. شاركت كذلك في نهائيات سلسلة سوبر سيريس. وفي مرحلة المجموعات، خسرت أمام تاين باون بنتيجة 1-2، وفازت على جوليان شنك بنتيجة 2-0، وخسرت مباراتها الثالثة أمام راتشانوك إنتانون بنتيجة 0-2. استطاعت التأهل إلى الدور نصف النهائي ولكنها خسرت مباراة قوية ومثيرة أمام لي كسيوري في ثلاث مباريات وبواقع 20-22، 21-7، 13-21.

### 2013-2014
في عام 2013، وصلت نهوال إلى الدور نصف النهائي لبطولة عموم إنجلترا المفتوحة ولكنها خسرت أمام راتشانوك إنتانون بطل العالم للناشئين لثلاث مرات. وكان لديها أداء آخر في ربع نهائي بطولة العالم للبادمنتون بعد خسارتها أمام الكورية باي يون جو بنتيجة 21-23، 9-21. وتأهلت للمشاركة في نهائيات السوبر سيريس التي أقيمت في كوالالمبور، ولكن بالرغم من ذلك خسرت أمام ميناتو ميتاني ولي كسيوري، إلا أنها نجحت في الفوز بمباراتها الأخيرة في المجموعة ضد باي يون جو بثلاثة أشواط. ومع ذلك، لم تتمكن من الانتقال للدور نصف النهائي.
في يوم 26 يناير 2014، فازت نهوال على المصنفة الثالثة عالميا بين لاعبات البادمنتون بي في سيندهو بمجموعتين مقابل لا شيء بنتيجة 21-14 و21-17 لتفوز ببطولة الهند جراند بريكس. وفي نهائي بطولة أستراليا المفتوحة بتاريخ 29 يونيو، تغلبت على الإسبانية كارولينا مارين بنتيجة 21–18، 21–11 لتحرز اللقب. وقد انسحبت من دورة ألعاب الكومنولث لعام 2014 بسبب مشاكل تتعلق بلياقتها البدنية وإصابات كانت قد تعرضت لها خلال مشاركتها في بطولة أستراليا المفتوحة. خسرت مرة أخرى في دور الربع النهائي لبطولة العالم للبادمنتون، وهذه المرة لصالح اللاعبة الصينية لي كسيوري. ووصلت إلى ربع النهائي في دورة الألعاب الآسيوية أيضًا، لكنها خسرت في النهاية أمام وانغ ييهان. وأصبحت أول لاعبة هندية تفوز ببطولة الصين المفتوحة بعدما هزمت اليابانية أكاني ياماغوتشي بمجموعتين مقابل مجموعة واحدة بواقع 21-12 و22-20 في المباراة النهائية. وشاركت بعدها في نهائيات السوبر سيريس واستطاعت تحقيق ثلاثة انتصارات متتالية في مجموعتها ضد كل من المصنفة الأولى عالميًا وانغ شيكسيان (2–0)، وباي يون جو (2–1) وسونغ جي هيون (2–0). ووصلت للمرة الثانية إلى الدور نصف النهائي للبطولة ذاتها، ولكنها خسرت هذه المرة أمام تاي تزو يينغ والتي انتهت بفوز البطلة تاي زيوينغ بمجموعتين مقابل مجموعة واحدة بنتيجة 21–11، 13–21، 9–21.

### 2015
تمكنت حاملة اللقب نهوال من الدفاع عن لقبها والفوز ببطولة سيد مودي الدولية بعدما تفوقت على كارولينا مارين في النهائي. كما أصبحت أول امرأة هندية تصل للمباراة النهائية لبطولة إنجلترا المفتوحة، لكنها خسرت في النهاية أمام اللاعبة نفسها كارولينا ماري في مباراة نهائية قوية. وفي يوم 29 مارس، حققت نهوال إنجازًا تاريخيًا بحصولها على أول لقب فردي للسيدات في بطولة الهند المفتوحة بعدما استطاعت هزيمة راتشانوك إنتانون. هذا الإنجاز جعلها تتربع على عرش التصنيف العالمي عندما تم إصدار أحدث تصنيف للاتحاد الدولي لكرة الريشة في الثاني من أبريل. وبهذا تكون قد أصبحت أول رياضية هندية تحقق هذا الإنجاز في فئة السيدات.
شاركت نهوال في بطولة العالم المقامة في جاكرتا وتم تصنيفها كثانية. نجحت في تخطي الأدوار المبكرة بالفوز على كل من تشونغ جان وايي وساياكا تاكاهاشي. ثم وصلت إلى الدور ربع النهائي حيث واجهت المصنفة الأولى عالميًا الصينية وانغ يهان. وبعد منافسة شرسة، نجحت نهوال في الفوز عليها بثلاثة أشواط وبنتيجة 21-15، 19-21، 21-19 لتتأهل بذلك للدور النصف النهائي وتضمن الحصول على أولى ميدالياتها في بطولات العالم. وفي الدور نصف النهائي، استطاعت تجاوز ليندوان فاينايتري من إندونيسيا لتصبح أول لاعب بادمينتون هندي يصل للمباراة النهائية لبطولة العالم. وعلى الرغم من وصولها للنهائي إلا أنها اكتفت بالميدالية الفضية بعد خسارتها في المباراة النهائية أمام كارولينا مارين.
خاضت البطلة السابقة نهوال نزالًا قويًا قبل أن تخسر لصالح لي شيروي في نهائي بطولة الصين المفتوحة. وشاركت أيضًا في بطولة نهاية الموسم حيث خسرت أمام كل من تاي تزو يينغ، ونوزومي أوكوهارا، ولكنها فازت على كارولينا مارين،  التي كانت تعاني من صعوبة في التغلب عليها طوال الموسم، وذلك خلال إحدى مباريات مجموعتها. ومع ذلك لم تتمكن من التأهل إلى مرحلة خروج المغلوب.

### 2016
تعرضت نهوال لإصابات مختلفة في بداية عام 2016، لكن بفضل عزيمتها وإصرارها استعادت عافيتها تدريجيا. واستطاعت الوصول إلى دور نصف النهائي في بطولة آسيا للتنس بعدما تغلبت على المصنفة الثالثة وانغ شيكسيان، ولكنها اضطرت للاكتفاء بالمركز الثالث والميدالية البرونزية إثر خسارتها أمام وانغ ييهان بنتيجة 16–21، 14–21. أما في بطولة أستراليا المفتوحة، فقد تأهلت لنهائي المنافسة بعد فوزها على راتشانوك إنتانون في ربع النهائي ومن ثم أزاحت وانغ ييهان من طريقها في نصف النهائي. وتمكنت في نهاية المطاف من تحقيق اللقب بعد تفوقها على الصينية سن يو في المباراة النهائية بنتيجة 11-21 و21-14 و21-19.
شاركت المصنفة الخامسة نهوال للمرة الثالثة في دورة الألعاب الأولمبية الصيفية، وتمكنت من تحقيق فوز سهل في مباراتها الافتتاحية ضد اللاعبة غير المصنفة لوهايني فيسنتي بفوزها بمجموعتين دون مقابل. ولكن لسوء الحظ، تلقت هزيمة قاسية في مباراتها الثانية أمام ماروشكا أوليتينكا من أوكرانيا بنتيجة 18–21، 19–21 مما أدى لخروجها المبكر من دور المجموعات. وعزا مدربها الأداء الضعيف الذي قدمته إلى إصابتها الأخيرة بالتهاب مفصل الركبة والتي استمرت لمدة أسبوع. كما أنها عُينت عضوٌ في لجنة الرياضيين التابعة للجنة الأولمبية الدولية في شهر أكتوبر. واختيرت أيضًا سفيرة للنزاهة في حملة الاتحاد العالمي لتنس الريشة بعنوان "آي بادمنتون" في ديسمبر بهدف الترويج للعب النظيف والشفاف في الرياضة.

### 2017
حققت نهوال لقب بطولة ماليزيا ماسترز بعدما نجحت في الفوز على بورنبونغ تشوشاروغ بفارق النقاط 22-20 و22-20. وكانت قد عانت كثيراً خلال العام بسبب الإصابات المختلفة، إلا أنها كانت لا تزال تتعافى وتعمل بجد للعودة بقوة. وتم تصنيفها في المرتبة الـ12 في بطولة العالم للريشة الطائرة التي أقيمت في غلاسكو. استطاعت تجاوز عقبة الدور الأول بإقصاء سابرينا جاكيه.بعدها نجحت في إقصاء المصنفة الثانية سونغ جي هيون في دور الـ16 وتأهلت للدور ربع النهائي للمرة السابعة على التوالي. وفي مباراة الربع النهائي أظهرت قوة إرادة كبيرة لتتمكن من الانتصار بصعوبة على المصنفة الحادية والثلاثين عالميًّا كيرستي جيلمور من اسكتلندا بنتيجة 21-19، 18-21، 21-15. لكنها فقد فشلت في بلوغ المباراة النهائية وخسرت في النصف النهائي أمام اليابانية نوزومي أوكوهارا لتنال الميدالية البرونزية. وأخيرًا تمكنت من الحصول على لقب بطولة الرابطة الوطنية للعبة الريشة الطائرة بعدما تفوقت على بي في سيندهو في المباراة النهائية.

### 2018
وصلت نهوال إلى نهائي بطولة إندونيسيا ماسترز بعدما تغلبت على ثلاثة لاعبات مصنفات، وهن تشين يوفي، وبي في سيندهو، وراتشانوك إنتانون. وعلى الرغم من وصولها للنهائي، إلا أنها خسرت اللقب لصالح تاي تزو يينغ. وتمكنت من إحراز ثاني ميدالية ذهبية لها في دورة ألعاب الكومنولث في فردي السيدات بعد فوزها على سيندهو في المباراة النهائية، وقادت الفريق الهندي لنيل الذهبية مرة أخرى في مسابقة الفرق المختلطة. ثم حصلت على المركز الثالث في بطولات آسيا والتي بمثابة ميداليتها الثالثة في البطولة، وذلك عقب خسارتها في نصف النهائي أمام البطلة السابقة تاي تزو يينغ. وفي بطولة العالم صُنفت في المركز العاشر. ونجحت في تخطي عقبة التركية علي ديمرباغ وتقدمت إلى الجولة التالية. واستطاعت كذلك الإطاحة بالمصنفة الرابعة راتشانوك إنتانون لتصل إلى ربع نهائي بطولة العالم للمرة الثامنة على التوالي، لكنها خسرت بسهولة أمام كارولينا مارين في مواجهة غير متوقعة انتهت بنتائج كارثية.
تم إبعادها من قائمة اللاعبين المصنفين في دورة الألعاب الآسيوية جاكرتا-باليمبانج. واستطاعت الفوز على الإيرانية "ثريا آغاي" في دور الـ 32 وعلى الإندونيسية "فيترياني" في الجولة الثانية في مباراتين متتاليتين. ثم تمكنت من الوصول إلى ربع النهائي بعد أن حققت عودة مذهلة ضد المصنفة الرابعة "راتشانوك إنتانون"، عندما كانت متأخرة بنتيجة 3-12 في المباراة الأولى ولكنها فازت في النهاية في مباراتين وتتأهلت للدور نصف النهائي. استطاعت تحقيق التاريخ لبلدها الهند بفوزها بأول ميدالية في لعبة تنس الريشة بعد انتظار دام لمدة 36 عامًا. إلا أنها خسرت أمام اللاعبة التايوانية تاي تزو يينغ في مباراة النصف نهائي لتحصل بذلك على الميدالية البرونزية. كما حققت إنجازًا نادرًا بفوزها بميداليات في كل البطولات الخماسية لكرة الريشة وهي الأولمبياد، وبطولة العالم، ودورة ألعاب الكومنولث، وبطولة آسيا، والألعاب الآسيوية.
في بطولة الدنمارك المفتوحة لم تكن مُصنفة. واستطاعت التغلب على منافستها "تشونغ نغان يي" من هونغ كونغ بنتيجة (20–22، 21–17، 24–22). بعدها تغلبت على "آكان ياماغوتشي" و"نوزومي أوكوهارا". وبعد انتصار سهل على الإندونيسيا "غريسوريا تونجونج" في نصف النهائي، واجهت خصمتها اللدودة والمصنفة الأولى "تاي تزو يينغ". وبعد فوز سهل على الإندونيسية جريجوريا ماريسكا تونجونج في نصف النهائي، التقت بمنافستها اللدودة والمصنفة الأولى تاي تزو يينغ. وفي اللقاءات الستة عشر السابقة بينهما فازت تاي بما مجموعه 11 لقاء، وأرادت نيهوال كسر هذه العقبة ولكن دون جدوى، إذ خسرت بنتيجة 13-21، 21-13، 6-21. وفي نهائيات بطولة سييد مودي سوبر 300 خسرت أمام الصينية هان يو.

### 2019
حصلت نهوال على أول لقب لها ضمن تصنيف سوبر 500، وهو لقب بطولة إندونيسيا ماسترز، بعدما أجبرت منافستها كارولاينا مارين على الانسحاب من المباراة بسبب الإصابة. وقامت بالدفاع عن لقب البطولة الوطنية الهندية للريشة الطائرة في غواهاتي بولاية آسام، لكنها رفضت لعب مباراتها الفردية بدعوى سوء أرضية الملعب، ونجحت في الفوز بالبطولة الوطنية بتغلبها على المصنفة الأولى بي في سيندهو بواقع نتيجة (21-18، 21-15)، ليكون ذلك اللقب الرابع الذي تحصل عليه في مسيرتها الرياضية. غير أن سجلها المميز في بطولات العالم قد انتهى عندما انهزمت أمام ميا بليشفيلدت في مرحلة ما قبل ربع النهائي بعد ثلاث مباريات قوية وبنتائج متقاربة هي (21-15، 25-27، 12-21).

## إنجازات

### الألعاب الأولمبية
سيدات فردي
| السنة | المكان                              | الخصم    | النتيجة           | المركز          | مرجع   |
| ----- | ----------------------------------- | -------- | ----------------- | --------------- | ------ |
| 2012  | ويمبلي أرينا، لندن، بريطانيا العظمى | وانغ شين | 18–21، 0–1 متقاعد | ميدالية برونزية | [ 72 ] |

### بطولة العالم
سيدات فردي
| السنة | المكان                                      | الخصم           | النتيجة             | المركز          | مرجع    |
| ----- | ------------------------------------------- | --------------- | ------------------- | --------------- | ------- |
| 2015  | إستورا جيلورا بونج كارنو، جاكرتا، إندونيسيا | كارولينا مارين  | 16-21، 19-21        | ميدالية فضية    | [ 91 ]  |
| 2017  | ساحة الإمارات، غلاسكو، اسكتلندا             | نوزومي أوكوهارا | 21-12، 17-21، 10-21 | ميدالية برونزية | [ 102 ] |

### ألعاب الكومنولث
سيدات فردي
| السنة | المكان                                            | الخصم        | النتيجة             | المركز        |
| ----- | ------------------------------------------------- | ------------ | ------------------- | ------------- |
| 2010  | مجمع سيري فورت الرياضي، نيودلهي، الهند            | وونغ ميو تشو | 19-21، 23-21، 21-13 | ميدالية ذهبية |
| 2018  | مركز كارارا للرياضة والترفيه، جولد كوست، أستراليا | بي في سيندو  | 21-18، 23-21        | ميدالية ذهبية |

### الألعاب الآسيوية
سيدات فردي
| السنة | المكان                                      | الخصم        | النتيجة      | المركز          | مرجع    |
| ----- | ------------------------------------------- | ------------ | ------------ | --------------- | ------- |
| 2018  | إستورا جيلورا بونج كارنو، جاكرتا، إندونيسيا | تاي تزو يينغ | 17-21، 14-21 | ميدالية برونزية | [ 110 ] |

### بطولة آسيا للريشة الطائرة
سيدات فردي
| السنة | المكان                                                  | الخصم        | النتيجة      | المركز          | مرجع    |
| ----- | ------------------------------------------------------- | ------------ | ------------ | --------------- | ------- |
| 2010  | ملعب سيري فورت الداخلي، نيودلهي، الهند                  | لي شيويروي   | 17-21، 11-21 | ميدالية برونزية | [ 54 ]  |
| 2016  | صالة الألعاب الرياضية بمركز ووهان الرياضي، ووهان، الصين | وانغ ييهان   | 16-21، 14-21 | ميدالية برونزية | [ 94 ]  |
| 2018  | صالة الألعاب الرياضية بمركز ووهان الرياضي، ووهان، الصين | تاي تزو يينغ | 25-27، 19-21 | ميدالية برونزية | [ 107 ] |

### بطولة العالم للناشئين
فردي فتيات
| السنة | المكان                                                        | الخصم       | النتيجة     | المركز        | مرجع    |
| ----- | ------------------------------------------------------------- | ----------- | ----------- | ------------- | ------- |
| 2006  | صالة سامسان العالمية للألعاب الرياضية، إنتشون، كوريا الجنوبية | وانغ ييهان  | 13-21، 9-21 | ميدالية فضية  | [ 117 ] |
| 2008  | قاعة شري شيف شاتراباتي لتنس الريشة، بيون، الهند               | ساياكا ساتو | 21-9، 21-18 | ميدالية ذهبية | [ 40 ]  |

### ألعاب الكومنولث للشباب
فردي البنات
| السنة | المكان                                      | الخصم         | النتيجة      | المركز        |
| ----- | ------------------------------------------- | ------------- | ------------ | ------------- |
| 2008  | مجمع شري شيف شاتراباتي الرياضي، بيون، الهند | إن. سيكي ريدي | 23-21، 22-20 | ميدالية ذهبية |

### جولة الاتحاد الدولي للريشة الطائرة العالمية
| السنة | المسابقة          | المستوى  | الخصم          | النتيجة            | المركز        | مرجع    |
| ----- | ----------------- | -------- | -------------- | ------------------ | ------------- | ------- |
| 2018  | اندونيسيا ماسترز  | سوبر 500 | تاي تزو يينغ   | 9-21، 13-21        | المركز الثاني | [ 104 ] |
| 2018  | الدنمارك المفتوحة | سوبر 750 | تاي تزو يينغ   | 13-21، 21-13، 6-21 | المركز الثاني | [ 111 ] |
| 2018  | سيد مودي الدولية  | سوبر 300 | هان يو         | 18-21، 8-21        | المركز الثاني | [ 112 ] |
| 2019  | اندونيسيا ماسترز  | سوبر 500 | كارولينا مارين | 4-10 متقاعد        | الفائز        | [ 113 ] |

### سلسلة السوبر العالمية للريشة الطائرة (10 ألقاب، 5 وصيف)
| السنة | المنافسة                                | الخصم            | النتيجة             | المركز        | مرجع    |
| ----- | --------------------------------------- | ---------------- | ------------------- | ------------- | ------- |
| 2009  | إندونيسيا المفتوحة                      | وانغ لين         | 12-21، 21-18، 21-9  | الفائز        | [ 118 ] |
| 2010  | سنغافورة المفتوحة                       | تاي تزو يينغ     | 21-18، 21-15        | الفائز        | [ 56 ]  |
| 2010  | إندونيسيا المفتوحة                      | ساياكا ساتو      | 21-19، 13-21، 21-11 | الفائز        | [ 57 ]  |
| 2010  | هونج كونج المفتوحة                      | وانغ شيكسيان     | 15-21، 21-16، 21-17 | الفائز        | [ 61 ]  |
| 2011  | إندونيسيا المفتوحة                      | وانغ ييهان       | 21-12، 21-23، 14-21 | المركز الثاني | [ 119 ] |
| 2011  | نهائيات سلسلة سوبر بي دبليو إف العالمية | وانغ ييهان       | 21-18، 13-21، 13-21 | المركز الثاني | [ 120 ] |
| 2012  | إندونيسيا المفتوحة                      | لي شيويروي       | 13-21، 22-20، 21-19 | الفائز        | [ 67 ]  |
| 2012  | الدنمارك المفتوحة                       | جوليان شينك      | 21-17، 21-8         | الفائز        | [ 121 ] |
| 2012  | فرنسا المفتوحة                          | ميناتسو ميتاني   | 19-21، 11-21        | المركز الثاني | [ 74 ]  |
| 2014  | بطولة استراليا المفتوحة                 | كارولينا مارين   | 21-18، 21-11        | الفائز        | [ 79 ]  |
| 2014  | الصين المفتوحة                          | أكاني ياماغوتشي  | 21-12، 22-20        | الفائز        | [ 83 ]  |
| 2015  | عموم انجلترا المفتوحة                   | كارولينا مارين   | 21-16، 14-21، 7-21  | المركز الثاني | [ 122 ] |
| 2015  | الهند المفتوحة                          | راتشانوك إنتانون | 21-16، 21-14        | الفائز        | [ 88 ]  |
| 2015  | الصين المفتوحة                          | لي شيويروي       | 12-21، 15-21        | المركز الثاني | [ 92 ]  |
| 2016  | استراليا المفتوحة                       | صن يو            | 11-21، 21-14، 21-19 | الفائز        | [ 95 ]  |

  نهائيات سلسلة سوبر بي دبليو إف العالمية
  السلسلة الممتازة من سلسلة السوبر بي دبليو إف العالمية.
  سلسلة السوبر بي دبليو إف العالمية

### البطولات الكبرى في بطولة العالم لكرة الريشة
كان لدى بطولة "بي دبليو إف جراند براكس" مستويين هما: "جراند براكس" و"جراند براكس جولد". كانت عبارة عن سلسلة من بطولات تنس الطاولة المعترف بها من قبل الاتحاد الدولي لريشة الطائرة، ولعبت بين عامي 2007 و2017. كما تم الاعتراف ببطولة "وورلد بادمنتون جراند براكس" التي ينظمها الاتحاد الدولي لتنس الطاولة بين عامي 1983 و2006.
فردي سيدات
| السنة | المنافسة                   | الخصم               | النتيجة             | المركز | مرجع    |
| ----- | -------------------------- | ------------------- | ------------------- | ------ | ------- |
| 2006  | الفلبين المفتوحة           | جوليا وونغ باي شيان | 21-15، 22-20        | الفائز | [ 36 ]  |
| 2008  | تايبيه الصينية المفتوحة    | ليديا تشيا          | 12-21، 21-18، 21-9  | الفائز | [ 44 ]  |
| 2009  | جائزة الهند الكبرى         | أديتي موتتكار       | 21-17، 21-13        | الفائز | [ 52 ]  |
| 2010  | الهند المفتوحة             | وونغ ميو تشو        | 20-22، 21-14، 21-12 | الفائز | [ 55 ]  |
| 2011  | ماليزيا ماسترز             | وانغ شين            | 21-13، 8-21، 14-21  | الوصيف | [ 63 ]  |
| 2011  | سويسرا المفتوحة            | سونغ جي هيون        | 21-13، 21-14        | الفائز | [ 62 ]  |
| 2012  | سويسرا المفتوحة            | وانغ شيكسيان        | 21-19، 21-16        | الفائز | [ 65 ]  |
| 2012  | تايلاند المفتوحة           | راتشانوك إنتانون    | 19-21، 21-15، 21-10 | الفائز | [ 66 ]  |
| 2014  | جائزة الهند الكبرى الذهبية | بي في سيندو         | 21-14، 21-17        | الفائز | [ 78 ]  |
| 2015  | سيد مودي الدولية           | كارولينا مارين      | 19-21، 25-23، 21-16 | الفائز | [ 85 ]  |
| 2017  | ماليزيا ماسترز             | بورنباوي تشوشوونج   | 22-20، 22-20        | الفائز | [ 100 ] |

  بطولة "بي دبليو إف جراند براكس جولد"
  بطولة "بي دبليو إف وآي بي إف جراند براكس"

### بطولات الاتحاد الدولي لكرة الريشة
فردي سيدات
| السنة | المنافسة      | الخصم           | النتيجة      | المركز | مرجع   |
| ----- | ------------- | --------------- | ------------ | ------ | ------ |
| 2005  | إنديا ستلايت  | أبارنا بوبات    | 11-8، 11-6   | الفائز | [ 34 ] |
| 2006  | إنديا ستلايت  | جانغ سو يونغ    | 21-9، 21-14  | الفائز | [ 35 ] |
| 2007  | الهند الدولية | كاناكو يونيكورا | 13-21، 18-21 | الوصيف | [ 39 ] |

  تحدي الاتحاد الدولي لكرة الريشة.
  سلسة الاتحاد الدولي / ستلايت.

### الإنجازات الوطنية المركز الأول والوصيف

#### المركز الأول في الناشئون/الكبار
| #  | السنة | البطولة                          | الفئة العمرية | فئة المنافسة | الشريك      | المنافس في النهائي                | النتيجة           | مرجع    |
| -- | ----- | -------------------------------- | ------------- | ------------ | ----------- | --------------------------------- | ----------------- | ------- |
| 1  | 2002  | بطولة البادمينتون الوطنية للشباب | تحت 13 سنة    | فردي         | N/A         | بارسا نقوي                        | 11–0، 11–4        | [ 123 ] |
| 2  | 2002  | بطولة البادمينتون الوطنية للشباب | تحت 13 سنة    | زوجي         | بيتزا برالي | مدرا دهنجي / فرناز جاسدانوالا     | 11–5، 11–4        | [ 123 ] |
| 3  | 2002  | بطولة البادمينتون الوطنية للشباب | تحت 16 سنة    | زوجي         | أبرنا بالان | مانيشا إسوارابا / واي كيه سوبراتا | 11–2، 11–3        | [ 123 ] |
| 4  | 2003  | بطولة البادمينتون الوطنية للشباب | تحت 16 سنة    | فردي         | N/A         | أنجلي كاليت                       | 11–3، 11–13، 11–2 | [ 124 ] |
| 5  | 2003  | بطولة البادمينتون الوطنية للشباب | تحت 16 سنة    | زوجي         | بي. جيوتشنا | جي. إم. نيشچا / مادوري فيجاي      | 15–6، 15–7        | [ 124 ] |
| 6  | 2004  | بطولات الدمنتون الوطنية للشباب   | تحت 19 سنة    | فردي         | N/A         | رديهي باجواني                     | 11–2، 11–4        | [ 125 ] |
| 7  | 2004  | بطولات الدمنتون الوطنية للشباب   | تحت 19 سنة    | زوجي         | أبرنا بالان | تي. سوميا / أشويني تشودري         | 15–6، 15–10       | [ 125 ] |
| 8  | 2005  | بطولات الدمنتون الوطنية للشباب   | تحت 19 سنة    | فردي         | N/A         | أديتي موتاتكار                    | 11–5، 13–10       | [ 126 ] |
| 9  | 2005  | بطولات الدمنتون الوطنية للشباب   | تحت 19 سنة    | زوجي         | أبرنا بالان | في. روث ميشا / سوميا بادي         | 15–2,15–4         | [ 126 ] |
| 10 | 2007  | بطولة البادمينتون الوطنية للكبار | كبار          | فردي         | N/A         | أديتي موتاتكار                    | 21–19، 21–16      | [ 127 ] |
| 11 | 2007  | الألعاب الوطنية                  | كبار          | فردي         | N/A         | أديتي موتاتكار                    | 24–22، 21–15      | [ 128 ] |
| 12 | 2008  | بطولة البادمينتون الوطنية للكبار | كبار          | فردي         | N/A         | تربتي مورجوندي                    | 21–11، 21–10      | [ 129 ] |
| 13 | 2017  | بطولة البادمينتون الوطنية للكبار | كبار          | فردي         | N/A         | بي في سيندهو                      | 21–17، 27–25      |         |
| 14 | 2019  | بطولة البادمينتون الوطنية للكبار | كبار          | فردي         | N/A         | بي في سيندهو                      | 21–18، 21–15      |         |

#### الوصيف في الناشئون/الكبار
| # | السنة | المسابقة                              | الفئة العمرية | فئة المنافسة | الشريك | المنافس في النهائي | النتيجة     | مرجع    |
| - | ----- | ------------------------------------- | ------------- | ------------ | ------ | ------------------ | ----------- | ------- |
| 1 | 2006  | البطولة الوطنية للريشة الطائرة للكبار | كبار          | فردي         |        | أبارنا بوبات       | 11-13، 3-11 | [ 130 ] |

## سجل ضد منافسين مختارين
سجل ضد المتأهلين إلى نهائيات العام، والمتأهلين إلى نصف نهائي بطولة العالم، والمتأهلين إلى ربع نهائي الألعاب الأولمبية. (مُحدث حتى تاريخ 22 سبتمبر 2023)
| منافسين         | مباريات | نتيحة | نتيحة | فرق |
| منافسين         | مباريات | فوز   | خسارة | فرق |
| --------------- | ------- | ----- | ----- | --- |
| بيتيا نيدلشيفا ‏ | 8       | 6     | 2     | +4  |
| تشن يوفي        | 5       | 1     | 4     | –3  |
| هو بينججياو ‏    | 3       | 2     | 1     | +1  |
| لي شيويروي ‏     | 14      | 2     | 12    | –10 |
| لو لان          | 5       | 4     | 1     | +3  |
| وانغ لين        | 6       | 2     | 4     | –2  |
| وانغ شيكسيان ‏   | 15      | 8     | 7     | +1  |
| Wang Xin ‏       | 7       | 3     | 4     | –1  |
| وانغ ييهان ‏     | 17      | 5     | 12    | –7  |
| شيه شينغفانغ ‏   | 2       | 0     | 2     | –2  |
| تشانغ نينغ      | 1       | 0     | 1     | –1  |
| تشانغ ييمان ‏    | 2       | 0     | 2     | –2  |
| تشو لين         | 4       | 2     | 2     | 0   |
| تشينغ شاو تشيه ‏ | 4       | 3     | 1     | +2  |
| تاي تزو يينغ    | 20      | 5     | 15    | –10 |
| تين باون ‏       | 10      | 5     | 5     | 0   |
| بي هونغيان ‏     | 7       | 2     | 5     | –3  |
| جوليان شينك ‏    | 13      | 8     | 5     | +3  |

| منافسين                    | مباريات | نتيحة | نتيحة | فرق |
| منافسين                    | مباريات | فوز   | خسارة | فرق |
| -------------------------- | ------- | ----- | ----- | --- |
| شو هوايوين ‏                | 1       | 1     | 0     | +1  |
| وانغ تشن                   | 5       | 1     | 4     | –3  |
| ييب بوي يين ‏               | 11      | 9     | 2     | +7  |
| تشو مي                     | 4       | 1     | 3     | –2  |
| بي في سيندهو               | 4       | 3     | 1     | +2  |
| ليندويني فانتري ‏           | 5       | 4     | 1     | +3  |
| ماريا كريستين يوليانتي ‏    | 1       | 0     | 1     | –1  |
| ميناتسو ميتاني ‏            | 10      | 6     | 4     | +2  |
| نوزومي أوكوهارا ‏           | 14      | 9     | 5     | +4  |
| أكاني ياماغوتشي ‏           | 13      | 2     | 11    | –9  |
| وونغ ميو تشو ‏              | 8       | 5     | 3     | +2  |
| آن سي يونغ ‏                | 2       | 1     | 1     | 0   |
| باي يون جو ‏                | 14      | 10    | 4     | +6  |
| سونغ جي هيون ‏              | 12      | 9     | 3     | +6  |
| كارولاينا مارين            | 13      | 6     | 7     | –1  |
| بورانتيب بورانابراسيرتسوك ‏ | 12      | 10    | 2     | +8  |
| راتشانوك إنتانون ‏          | 20      | 12    | 8     | +4  |

## الحياة الشخصية
نهوال هي وعائلتها يتحدثون لغة هاريانفي في المنزل. إنها من محبي شاروخان وماهش بابو وكريس غايل. وهي بصدد فتح أكاديمية لكرة الريشة في ولايتها الأصلية هاريانا. تزوجت لاعب كرة الريشة الزوجية المختلطة بارابولا كاشياب في حفل زفاف خاص يوم 14 ديسمبر 2018.

## سياسة
انضمت نهوال إلى حزب بهاراتيا جاناتا في دلهي في 29 يناير 2020، بحضور الأمين العام الوطني للحزب أرون سينج. كما انضم إليها أختها أبو تشاندرانشو نهوال. ونُقل عنها قولها : "يعمل ناريندرا مودي بجد لصالح البلد، ولقد ألهمني دائما.

## تشريفات

### جوائز
- جائزة أفضل لاعب واعد للعام (2008) من الاتحاد العالمي لتنس الريشة [136]
- جائزة أرجونا (2009)
- بادما شري (2010) [137]
- الرائد ديان تشاند خيل راتنا (2009–2010) [138]
- بادما بوشان (2016) [139]

مقابل الميدالية الميدالية برونزية في أولمبياد لندن 2012:
- 10 مليون روبية هندية (170٬000 دولار أمريكي) جائزة نقدية من حكومة هاريانا.[140]
- 5 مليون روبية هندية (83٬000 دولار أمريكي) جائزة نقدية من حكومة راجستان.[141]
- 5 مليون روبية هندية (83٬000 دولار أمريكي) جائزة نقدية من حكومة أندرا برديش.[142]
- 1 مليون روبية هندية (17٬000 دولار أمريكي) جائزة نقدية من رابطة كرة الريشة في الهند.[143]
- درجة الدكتوراه الفخرية من جامعة مانجالاياتان.[144]
- درجة الدكتوراه الفخرية من معهد SRM للعلوم والتكنولوجيا.[145]

### الموافقات
في عام 2002 عرضت العلامة التجارية الرياضية يونيكس رعاية ملابس نهوال. ومع تحسن حالتها وتصنيفاتها، تزايد عدد الرعايات أيضًا. وفي عام 2004 وقعت شركة باراتي للبترول اتفاقية مع النجمة الصاعدة. وتعتبر واحدة من الرياضيين الذين تدعمهم مؤسسة الذهب الأولمبي. كما أنها تمثل مجموعة إديلويس ، وإيماي ، وشركة فورتونا للطبخ ، وغودرج نو ماركس ، و"هيربالايف نيوترشن"،  وهواوي أونور للهواتف الذكية،  وبنك ما وراء البحار الهندي، وأيودكس،  وإن أي سي سي،  ومجموعة صحارى،  وستار سبورتس،  وتوب رامين نودلز،  وفازلين،  ويونيكس.
وقعت نهوال عقد تأييد بقيمة 40 مليون روبية مع الشركة الرياضية الشهيرة ريتشي سبورت في عام 2012. ومع ذلك، قطعت هذه العلاقة في عام 2013 ووقعت عقدًا جديدًا مع شركة كوان لحلول الترفيه والتسويق بمبلغ لم يُكشف عنه. لديها خط رياضي مخصص بالتعاون مع الشركة المصنعة للسلع الرياضية متعددة الجنسيات يونيكيس، حيث تحصل على 4% من أرباح هذا الخط الرياضي المخصص لها.

### في الثقافة الشعبية
- تمت دعوة نهوال كضيف في برامج تلفزيونية هندية شهيرة بما في ذلك "ساتياميف جاياتي"، "ليالي كوميدية مع كابيل"، "عرض كابيل شارما"، و"سام جام ." [159]
- صدر كتاب سيرتها الذاتية بعنوان "اللعب للفوز: حياتي داخل وخارج المحكمة" في عام 2012.[160][161][162]
- صدر فيم "ساينا" في عام 2021، وهو فيلم سيرة ذاتية مبني على حياتها، والذي أخرجه أمول غوبيت مع الممثلة بارنيتي تشوبرا تلعب دور البطولة.[163][164]

### إرث
تم تسمية معهد ساينا نهوال للتكنولوجيا الزراعية والتدريب والتعليم  في جامعة تشودري تشاران سينغ هاريانا الزراعية باسمها.

## أنظر أيضا
- منتخب الهند لكرة الريشة